# AEGON Classic 2015
L'AEGON Classic 2015 è stato un torneo di tennis giocato sull'erba. È stata la 34ª edizione dell'AEGON Classic, che fa parte della categoria Premier nell'ambito del WTA Tour 2015. Si è giocato all'Edgbaston Priory Club di Birmingham in Inghilterra dal 15 al 21 giugno 2015.

## Partecipanti

### Teste di serie
| Nazionalità | Giocatrice           | Ranking* | Testa di serie |
| ----------- | -------------------- | -------- | -------------- |
| Romania     | Simona Halep         | 3        | 1              |
| Serbia      | Ana Ivanović         | 6        | 2              |
| Spagna      | Carla Suárez Navarro | 9        | 3              |
| Germania    | Angelique Kerber     | 10       | 4              |
| Canada      | Eugenie Bouchard     | 11       | 5              |
| Rep. Ceca   | Karolína Plíšková    | 12       | 6              |
| Germania    | Andrea Petković      | 14       | 7              |
| Germania    | Sabine Lisicki       | 19       | 8              |
| Spagna      | Garbiñe Muguruza     | 21       | 9              |
| Rep. Ceca   | Barbora Strýcová     | 22       | 10             |
| Francia     | Alizé Cornet         | 25       | 11             |
| Bielorussia | Viktoryja Azaranka   | 26       | 12             |
| Russia      | Svetlana Kuznecova   | 28       | 13             |
| Romania     | Irina-Camelia Begu   | 29       | 14             |
| Serbia      | Jelena Janković      | 30       | 15             |
| Francia     | Caroline Garcia      | 31       | 16             |

* Ranking all'8 giugno 2015.

### Altri partecipanti
Le seguenti giocatrici hanno ricevuto una wild card per il tabellone principale:
- Eugenie Bouchard
- Johanna Konta
- Katie Swan
- Jelena Janković
- Naomi Broady

Le seguenti giocatrici sono passate dalle qualificazioni:

- Aleksandra Krunić
- Tímea Babos
- Klára Koukalová
- Michelle Larcher de Brito
- Misaki Doi
- Marina Eraković
- Tatjana Maria
- Kateryna Bondarenko

## Campioni

### Singolare
Angelique Kerber ha sconfitto in finale  Karolína Plíšková con il punteggio di 6(5)–7, 6-3, 7–6(4).
- Per la Kerber è il terzo titolo stagionale.

### Doppio
Garbiñe Muguruza /  Carla Suárez Navarro hanno sconfitto in finale  Andrea Hlaváčková /  Lucie Hradecká con il punteggio di 6-4, 6-4.